# Benedek Lajos (színművész)
Benedek Lajos (Miskolc, 1857. december 2. – Budapest, 1890. december 26.) magyar színművész, Benedek József színész és Csercser Natália színésznő fia, Benedek Gyula színész öccse.

## Élete
1857. december 3-án keresztelték a miskolci Mindszenti plébánián. 1877-ban végzett a Színészeti Tanodában, s még színinövendékként Nyéki János társulatában szerepelt Nagyenyeden és Marosvásárhelyen. 1876-tól a Nemzeti Színház tagja volt. Előbb kisebb szerepeket játszott, amelyeket Halmi Ferenctől örökölt, majd főképp a francia vígjátékokban remekelt, de a klasszikusokban is kiváló volt. Halálát egy pattanás okozta, amelyet arcfestékkel akart elmaszkírozni, azonban vérmérgezést kapott. Temetése 1890. december 28-án zajlott. Több színművet is írt, azonban ezek kéziratban maradtak.
Neje Kölesi Mari (1860. január 30.–Budapest, 1937. május 4.) színésznő, Blaha Lujza nővére volt, akit 1880. február 3-án vett feleségül.
- Benedek Lajos 1889-ben ismeretlen szerepben
- Benedek Lajosné, Kölesi Mari portréja Magyar színművészeti lexikon 1. 1929.
- Benedek Lajos színész sírja. Kerepesi temető: 34/1-2-26